# 寒色

暖色と寒色

寒色（かんしょく）は、色の種類で、視覚から寒い印象を与える色。青、もしくは青に近い色から受ける。比較的後退して見えるので、別名を後退色という。
「寒色」という語は誤解されやすいが、「寒色」とは、青や青に近い色（水色・シアンなど）といった青系の色ということではない。紫あるいはそれに由来するものを紫系の色のうち、涼しさを感じさせるタイプの色のことを言う。より狭義には青のイメージが強い色のことをさす。 例えば青緑も青紫も菫色も藤色も寒色に分類される。

## 寒色の効能
寒色は視覚的に副交感神経に作用し、興奮を鎮めたり食欲を減退させる効果を持つとしてカラーマーケティングの現場で利用される。
実際に、室温や間取りなどの条件が同じ部屋に何人かの被験者に出入りしてもらうという実験では、寒色系の壁の部屋のほうが体感温度が2 - 3 ℃低いという結果が出た。また、別の条件下で「今の室温は何度だと思いますか」の一文を、液晶カラーモニターに表示される背景色を替えて質問するという実験では、赤と橙色では実際の室温に近かったのに対し、寒色系および黒･白色の場合の回答が実際の室温より5 ℃前後低かった。
銀行や病院の待合室に寒色系の色が使われることが多いのは、時間を短く感じさせる効果（鎮静作用）を狙ったものであると同時に寒色系などの色が誠実さや清潔さを感じさせるからという理由が大きい。紳士服の売上では就職試験に出向く男性学生の背広で最も売れ行きがいいのが紺色で、警備員や警察官の制服の色も日本に限らずアメリカやフランスなど多くの国は寒色系である。
こうした効能はかなり文化的な影響を受けており、たとえばヨーロッパでは15世紀に至るまで青は暖色とされていて、ゲーテの時代でも青には温かいイメージがあった。現在でも、中東地域では青は灼熱の砂漠の空をイメージさせる暖色であり、青い塗装の扇風機を売り込んで惨敗した電機メーカーの逸話もある。また、古代日本においては寒色（陰）と暖色（陽）の境目は現在は暖色である黄色と橙色の間に設定されていたという説がある。
燃焼時の発色が赤や橙や黄色といった暖色系の色の炎よりも青や水色といった寒色系の色を出す炎の方が高温である。暖色／寒色といった感覚とはちょうど反対なので注意する必要がある（→色温度）。